# HMS Thunder Child

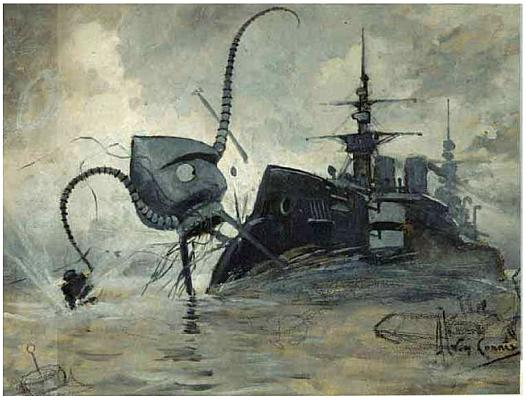
HMS Thunder Child in gevecht met een Martiaanse driepoot

De HMS Thunder Child is een fictieve ironclad torpedo ram van de Royal Navy uit H.G. Wells’ sciencefictionroman The War of the Worlds.
Volledige naam: Her Majesty's Ship Thunderchild, an ironclad torpedo-ram from the British Royal Navy.

## Boek
De Thunder Child komt in het boek voor kort nadat de Martianen Londen hebben veroverd en grote groepen mensen over het Kanaal wegvluchten. Wells beschreef de Thunder Child zelf als een torpedo ram. Oorlogsschepen met een ram voorop waren standaard in die tijd. 
Terwijl de schepen met de vluchtelingen vertrekken, dekt de Thunder Child hun aftocht en valt drie Martiaanse driepoten aan. Bij het benaderen van de machines doet het schip verder nog niks zodat de Martianen hem niet als een bedreiging zien. Wanneer de Thunder Child uiteindelijk de aanval opent, proberen de Martianen het schip eerst uit te schakelen met de zwarte rook. Dit heeft geen effect en Thunder Child vernietigt een driepoot. De andere twee gebruiken vervolgens hun hittestraal en brengen de Thunder Child zware schade toe. Voor zij ten onder gaat ramt het schip echter een van de overgebleven twee driepoten waardoor deze samen met het schip ten onder gaat.
Hoewel de Thunder Child ten onder gaat, kan het schip de Martianen lang genoeg bezighouden voor de schepen met vluchtelingen om weg te varen. Wat er met de derde driepoot is gebeurd, is niet bekend.
In het boek doet de Thunder Child dienst als een soort “geheim wapen” van de mensen daar het schip het enige wapen van hen is dat zich kan meten met de driepoten. Deze vernietiging van de driepoten is ook de enige (kleine) overwinning van de mensen op de Martianen in zowel het boek als vrijwel alle andere bewerkingen van War of the Worlds.

## Invloed
Jeff Wayne's Musical Version of The War of the Worlds bevat een lied genaamd 
"Thunder Child", dat gewijd is aan het drama in dit hoofdstuk van het boek. De cover van dit album bevat een afbeelding van een schip in gevecht met de driepoten. Het schip lijkt te zijn gebaseerd op een schip uit de Battle of Coronel (1 november 1914).
Geen enkel schip van de Royal Navy heeft ooit de naam HMS Thunder Child gedragen. De Thunderbolt en Thunderer komen nog wel het dichtst in de buurt. Echter, in het fictieve universum van de Star Trek series draagt een Federatie Akira class starship de naam USS Thunder Child als eerbetoon an Wells’ fictieve schip. Dit schip vecht o.a. tegen de Borg in de film Star Trek: First Contact.  
Het maandelijkse sciencefiction en fantasie webzine The Thunder Child is eveneens vernoemd naar het schip uit Wells’ boek.

## In andere bewerkingen
Daar in de meeste bewerkingen van War of the Worlds het verhaal geactualiseerd is, komt de Thunder Child in bijna geen van deze bewerkingen voor. Alleen in Jeff Wayne’s musical en de Pendragon film, die zich beide net als het boek afspelen begin 20e eeuw, doet de Thunder Child ook mee.
In Jeff Waynes musical wordt het schip omschreven als een ironclad in plaats van een torpedo ram. Het schip vernietigd twee van de driepoten met enkel zijn kanonnen, alvorens te worden vernietigd door de derde driepoot.
In H.G. Wells' The War of the Worlds van Pendragon Pictures was de Thunder Child gebaseerd op de torpedobootjager, HMS Ranger. Slechts twee shots uit de film tonen de bemanning, voor de rest lijkt het schip verlaten. Het schip is te zien samen met enkele andere, kleinere, ironclads. Net als in het boek kan de Thunder Child twee driepoten vernietigen, waarvan een door hem te rammen, alvorens te zinken als gevolg van eerder opgelopen schade. Het schip komt ook voor in de graphic novel H.G. Wells' The War of the World van Ian Edginton and D'Israeli (2006)
In andere bewerkingen van War of the Worlds komt de Thunder Child niet voor. In de film uit 1953 werd de Thunder Child’s  positie als “laatste wanhoopsmiddel” overgenomen door een atoombom. Deze blijkt net als de Thunder Child in het boek niet sterk genoeg om de Martianen definitief te verslaan. In Steven Spielbergs War of the Worlds film zijn het Amerikaanse soldaten die de aliens bezighouden zodat vluchtelingen veilig weg kunnen komen.